# Ecozona
     Paleartica
     Afrotropicale
     Indomalese
     Neartica
     Neotropicale
     Australasiana
     Oceaniana
     Antartica (fuori dalla mappa)

Le ecozone nel modello di Miklos Udvardy.
Paleartica
Afrotropicale
Indomalese
Neartica
Neotropicale
Australasiana
Oceaniana
Antartica (fuori dalla mappa)

Le ecozone sono delle macroregioni (il numero varia a seconda degli studiosi ma va generalmente da 6 a 9) in cui i biogeografi suddividono la Terra. Ciascuna di queste macroregioni presenta specificità faunistiche e floristiche dovute a fattori geografici e ambientali. Tali denominazioni si impiegano ampiamente in ecologia, botanica, zoologia e biogeografia.

## Le regioni zoogeografiche e le ecozone
Milioni di anni fa, quando esisteva un'unica massa continentale, il movimento delle specie sulla superficie terrestre non era totalmente vincolato da alcuna specifica barriera geografica. Con la deriva dei continenti tuttavia la formazione di oceani, mari, catene montuose e deserti che tagliavano territori da costa a costa portò a un naturale isolamento di alcuni territori, e alla conseguente formazione di macroregioni con peculiari specificità ambientali, geografiche e biologiche. Tali aree sono evolute nel corso del tempo, anche in considerazione della progressiva comparsa e scomparsa di barriere naturali nel corso degli anni, che talvolta hanno portato queste aree a collegarsi, anche solo temporaneamente.
Il geografo e naturalista britannico Alfred Russel Wallace individuò un certo numero di "regioni zoogeografiche" separate da barriere naturali. I suoi studi sono stati poi ripresi in tempi recenti da Pielou e nel 1975 da Udvardy con un obiettivo di conservazione.
Il termine ecozona è stato coniato da J. Schultz.
Il sistema di ecozone identificate da Udvardy è attualmente utilizzato internazionalmente come sistema unificato ai fini di identificazione biogeografica e di conservazione. Prevede la suddivisione in otto regioni:
- Ecozona paleartica: area 54,1 milioni di km²; comprende tutta l'Eurasia non tropicale, Africa settentrionale;
- Ecozona neartica: area 22,9 milioni di km²; comprende America settentrionale,  inclusi Messico settentrionale e Groenlandia;
- Ecozona indomalese: area 7,5 milioni di km²; comprende Subcontinente indiano e Sud-est Asiatico;
- Ecozona australasiana: area 7,6 milioni di km²; comprende Australia, Nuova Guinea, Nuova Zelanda;
- Ecozona neotropicale: area 19,0 milioni di km²; comprende (Messico meridionale, America centrale, Caraibi e America meridionale;
- Ecozona afrotropicale: area 22,1 milioni di km²; comprende Africa non mediterranea, Penisola arabica meridionale, Madagascar;[5]
- Ecozona oceaniana: area 1,0 milioni di km²;  include la Polinesia, la Micronesia e le isole Figi
- Ecozona antartica: area 0,3 milioni di km²; costituita essenzialmente dall'Antartide e dalle acque circostanti.

Il Paleartico e il Neartico sono spesso riuniti in un grande "regno" detto Olartico. Le analogie climatiche e il collegamento fra il continente nordamericano e l'Asia, rappresentato dallo Stretto di Bering, sono infatti alla base di numerose similitudini relative sia alla flora sia alla fauna. Nel contempo, si demarca spesso una specificità, nell'ambito del Paleartico, distinguendo il Paleartico orientale dal Paleartico occidentale. Il Paleartico orientale si identifica con le regioni asiatiche ad est del Mar Caspio e dei Monti Urali (Siberia, Mongolia, Cina, Giappone, Asia centrale); il Paleartico occidentale si identifica con il Nordafrica, l'Europa, l'Asia minore e il Medio oriente. Il confine fra le due zone non è tuttavia netto.
Nell'emisfero australe si fa spesso riferimento ad una distribuzione circumantartica o periantartica o gondwanica, senza parlare tuttavia di ecozona vera e propria. Tale distribuzione comprende in genere le regioni temperate del Sudamerica (Cile, Argentina), la Nuova Zelanda, gli arcipelaghi prossimi all'Antartide, la Tasmania e il sudest dell'Australia (Victoria e Nuovo Galles del Sud). La prerogativa di questa distribuzione è che contempla un elevatissimo numero di paleoendemismi, spesso rari, risalenti alla prima fase del Mesozoico (Triassico e Giurassico), era in cui si svolse lo smembramento del Gondwana. Questa correlazione coinvolge in particolare il Cile meridionale e la Nuova Zelanda, regioni che condividono il più alto numero di paleoendemismi a livello di genere.